# Changan Lumin
La Changan Lumin (chiamata anche Lumin Corn), è un'autovettura prodotta dalla casa automobilistica cinese Chang'an Motors dal 2022.

## Descrizione

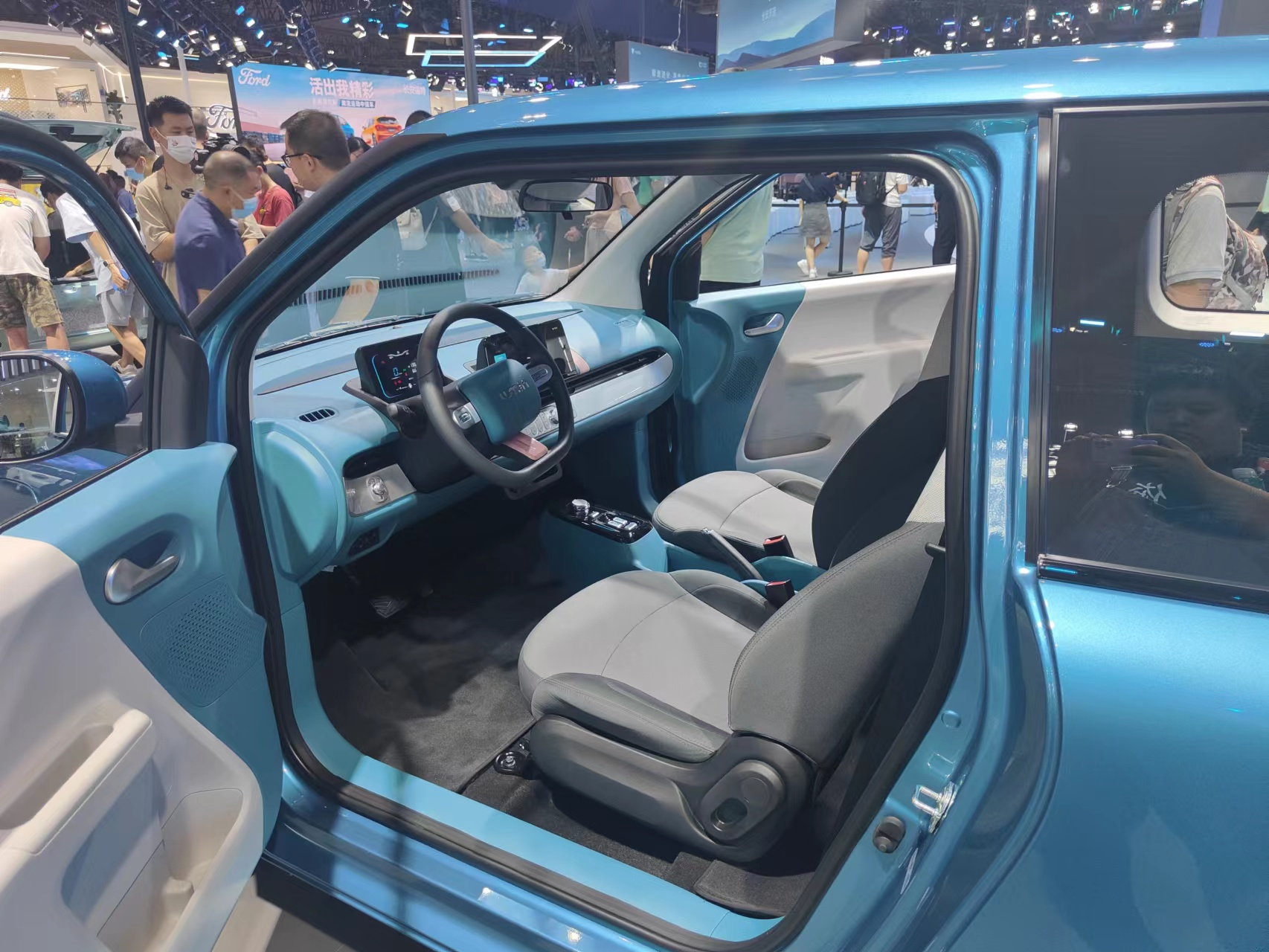
Interni

Nell'aprile 2022 Changan ha presentato una nuova city car chiamata Lumin,  auto elettrica dai prezzi più accessibili. La vettura, una piccola due volumi a 3 porte e quattro posti, ha un design contraddistinto da una silhouette rotonda e tondeggiante con fari e fanali posteriori rotondi e una carrozzeria verniciata bicolore.
L'interno della Lumin ha un design minimalista e semplice che limita al minimo la strumentazione di bordo. Il cruscotto è dotato di un sistema multimediale touchscreen da 10,25 pollici.
La Lumin, che viene costruita sulla piattaforma modulare EPA0. viene venduta esclusivamente per il mercato interno cinese, dove le vendite sono iniziate due mesi dopo il suo debutto nel giugno 2022. 

## Specifiche tecniche
La Lumin è mossa da un motore elettrico con una potenza di 41 CV, che consente una velocità massima di 101 km/h (63 mph). Il veicolo è disponibile con due pacchi batteria forniti dalla cinese CATL, contraddistinti da una capacità di 13 kWh o 18 kWh. Il primo pacchetto consente di percorrere circa 155 km con una singola carica, mentre quello più capiente ha un'autonomia fino a 210 km.